# Zawiersze
Zawiersze (deutsch Sauerschienen) ist ein Ort in der polnischen Woiwodschaft Ermland-Masuren. Er gehört zur Gmina Bartoszyce (Landgemeinde Bartenstein) im Powiat Bartoszycki (Kreis Bartenstein (Ostpr.)).

## Geographische Lage
Zawiersze liegt in der nördlichen Mitte der Woiwodschaft Ermland-Masuren, 19 Kilometer südlich der früheren und heute auf russischem Hoheitsgebiet gelegenen Kreisstadt Prawdinsk (deutsch Friedland) bzw. sieben Kilometer nördlich der heutigen Kreismetropole Bartoszyce (deutsch Bartenstein).

## Geschichte
Bereits vor 1414 wurde das seinerzeitige Soworsine, nach 1414 Seworsynen, nach 1432 Sawersch, nach 1476 Sauherschyn, nach 1521 Sauerschin und nach 1570 Sauerschienen genannte Dorf gegründet. Es handelte sich um ein Vorwerk und später auch ein Remontedepot, das dem Landgut Liesken (polnisch Liski) zugeordnet war.
Ab 1908 wurde Sauerschienen als eigenständiger Ort im Amtsbezirk Liesken im ostpreußischen Kreis Friedland (er hieß ab 1927 „Kreis Bartenstein“) genannt. Im Jahre 1910 zählte das Dorf 33 Einwohner, im Jahre 1925 waren es 41.
Am 1. April 1937 wurde Sauerschienen nach Siddau (polnisch Żydowo) eingemeindet und dazu aus dem Amtsbezirk Liesken in den Amtsbezirk Liekeim (polnisch Nalikajmy) umgegliedert.
Als 1945 in Kriegsfolge das gesamte südliche Ostpreußen an Polen fiel, erhielt Sauerschienen die polnische Namensform „Zawiersze“. Heute ist das Dorf eine Ortschaft im Verbund der Landgemeinde Bartoszyce (Bartenstein) im Powiat Bartoszycki (Kreis Bartenstein (Ostpr.)), von 1975 bis 1998 der Woiwodschaft Olsztyn, seither der Woiwodschaft Ermland-Masuren zugehörig.

## Religion

### Christentum
Bis 1945 war Sauerschienen in die evangelische Johanniskirche in Bartenstein (Bartoszyce) in der Kirchenprovinz Ostpreußen der Kirche der Altpreußischen Union, außerdem in die römisch-katholische Kirche St. Bruno in der Kreisstadt im damaligen Bistum Ermland eingepfarrt.
Heute gehört Zawiersze katholischerseits weiterhin zur Pfarrei in Bartoszyce, jetzt im Erzbistum Ermland gelegen. Evangelischerseits besteht auch der Bezug zur Kreisstadt, deren Kirchengemeinde jetzt eine Filialgemeinde der Johanneskirche in Kętrzyn (Rastenburg) in der Diözese Masuren der Evangelisch-Augsburgischen Kirche in Polen ist.

## Verkehr
Zawiersze liegt östlich der polnischen Woiwodschaftsstraße 512 (der einstigen deutschen Reichsstraße 142) und ist von dort über den Abzweig Żydowo (Siddau)in Richtung Przewarszyty (Prauerschitten) zu erreichen. Von den Nachbarorten Gulkajmy (Gahlkeim) und Leginy (Legienen) bestehen Straßenverbindungen nach Zawiersze.
Eine Anbindung an den Bahnverkehr besteht nicht.